# Lisa Brennauer
Lisa Brennauer (født 8. juni 1988 i Kempten) er en tysk tidligere cykelrytter. Hun har vundet VM i enkeltstart og holdenkeltstart og sølv til EM i banecykling i holdforfølgelsesløb.

## OL
Brennauer var første gang med til OL i 2012 i London, hvor hun stillede op med det tyske hold i holdforfølgelsesløb. Tyskerne blev ved den lejlighed nummer otte. Ved OL 2016 i Rio de Janeiro kørte hun landevejsløb og blev nummer nitten i linjeløbet, mens hun blev nummer otte i enkeltstart. Ved OL 2020 i Tokyo (afholdt i 2021) stillede hun igen op i landevejsløb og blev nummer seks i både linjeløb og enkeltstart. Desuden deltog hun på bane i holdforfølgelsesløb, hvor hun kørte sammen med Franziska Brauße, Lisa Klein og Mieke Kröger, som havde vundet bronze ved VM i 2020. Denne kvartet satte ny verdensrekord i kvalifikationen med 4.07,307 minutter, næsten tre sekunder bedre end den hidtidige rekord. I første runde kom de til at køre mod Italien, og de vandt overbevisende med endnu en verdensrekord i 4.06,159 minutter. Finalen blev et opgør mod Storbritannien, som mellem tyskernes to verdensrekorder kortvarigt havde været indehaver af denne. Matchen blev dog aldrig rigtig spændende, da tyskerne var for hurtige og satte deres tredje verdensrekord ved legene med 4.04,249, hvilket var mere end seks sekunder hurtigere end briterne. Dermed var der guld til Tyskland, sølv til Storbritannien og bronze til USA, der besejrede Canada i kampen om tredjepladsen.